# Thomas Fiedler (Politiker)
Thomas Fiedler (* 15. März 1951 in Düsseldorf) war von 2009 bis 2015 Bürgermeister der Stadt Geilenkirchen.

## Leben und Beruf
1970 legte Fiedler sein Abitur am Schloßgymnasium Benrath in Düsseldorf ab. Danach studierte er Sprachwissenschaften und Geschichte an der Universität Köln von 1970 bis 1976.
Bis zu seiner Wahl zum Bürgermeister in Geilenkirchen arbeitete er als Kommunalbeamter bei der Stadt Aachen im Fachbereich Wirtschaftsförderung/ Europäische Angelegenheiten.
Thomas Fiedler lebt im Geilenkirchener Stadtteil Hünshoven, ist verheiratet und hat eine Tochter.

## Politische Laufbahn
Der parteilose Thomas Fiedler  wurde 2009 von einem Vierparteienbündnis aus SPD, FDP, Bürgerliste und den Grünen als gemeinsamer Kandidat zur Wahl des Bürgermeisters in Geilenkirchen aufgestellt.
Mit der Kommunalwahl am 30. August 2009 löste er seinen Gegenkandidaten, den amtierenden Bürgermeister Andreas Borghorst (CDU) in dessen Amt ab. 
Am 29. September 2010 zerbrach das Vierparteienbündnis. Danach leitete Fiedler die Verwaltung ohne Mehrheit im Stadtrat. Thomas Fiedler erklärte am 27. April 2015 der Aachener Zeitung, nicht erneut als Kandidat für die am 13. September 2015 anstehende Bürgermeisterwahl in Geilenkirchen anzutreten, sondern nach dem Ende der Wahlperiode am 20. Oktober in den Ruhestand zu gehen.